# Alberto Castillo (actor)
Alberto Alfonso Castillo Astudillo (La Coruña, España; 15 de noviembre de 1958) es un actor y comediante español radicado en Chile. Conocido principalmente por su personaje Gonzalo Ríos en la serie de televisión Los Venegas, transmitida entre 1989 y 2011 por Televisión Nacional de Chile.

## Biografía
Nació el 15 de noviembre de 1958 en La Coruña, España. Hijo de Alberto Castillo; operador de cine. 
Contrajo matrimonio con la actriz Cuca Navarro, a quién conoció en la universidad. Ambos tuvieron dos hijas; Antonia y Andrea Castillo, quienes posteriormente se dedicarían al teatro.

## Trayectoria
Otros papeles incluyen su participación en series como Huaiquimán y Tolosa (2006), Cuéntame, y las películas Como Bombo en fiesta (de Bombo Fica), La casa por la ventana (Argentina), o Known for The Business (2005).
Su última participación en teleseries fue en la malograda Buscando a María de CHV el año 2015. Actualmente, Alberto está abocado a la labor teatral, participando en varios espectáculos y montajes en compañía de su colega y amigo Adriano Castillo ("Compadre Moncho" en Los Venegas).

## Filmografía

### Cine
| Cine | Cine                   | Cine |
| Año  | Película               |      |
| ---- | ---------------------- | ---- |
| 2010 | La casa por la ventana |      |
| 2016 | Como Bombo en fiesta   |      |

### Telenovelas
| Teleseries | Teleseries            | Teleseries       | Teleseries  |
| Año        | Título                | Rol              | Canal       |
| ---------- | --------------------- | ---------------- | ----------- |
| 1984       | Los títeres           | funcionario      | Canal 13    |
| 1986       | La Villa              | Mauro Acuña      | TVN         |
| 1988       | Vivir así             | Renato Ruiz      | Canal 13    |
| 1989       | A la sombra del ángel | Edgardo Gerome   | TVN         |
| 2015       | Buscando a María      | Roberto González | Chilevisión |

### Series y unitarios
| Series y Unitarios | Series y Unitarios  | Series y Unitarios | Series y Unitarios |
| Año                | Serie               | Rol                | Canal              |
| ------------------ | ------------------- | ------------------ | ------------------ |
| 1996-2011          | Los Venegas         | Gonzalo Ríos       | TVN                |
| 2006               | Huaiquimán y Tolosa |                    | Canal 13           |